# Seleucus exareolatus
Seleucus exareolatus är en stekelart som beskrevs av Gabriel Strobl 1904. Seleucus exareolatus ingår i släktet Seleucus och familjen brokparasitsteklar. Inga underarter finns listade i Catalogue of Life.